# 1993 SG1
1993 SG1 är en asteroid i huvudbältet som upptäcktes den 21 september 1993 av den australiensiske astronomen Robert H. McNaught vid Siding Spring-observatoriet.
Asteroiden har en diameter på ungefär 5 kilometer.